# Dodo Dokou
Dodo Dokou, né le 4 mai 2004 à Cotonou, est un footballeur international béninois qui évolue au poste de milieu défensif au Smouha SC.

## Biographie

### Carrière en club
Dodo Dokou est formé à l'Eternel FC dans son pays natal, où il figure parmi les attractions du Championnat du Bénin, avant de rejoindre le Smouha SC en octobre 2022,, évoluant ainsi en Championnat d'Égypte lors de la saison 2022-23,,.

### Carrière en sélection
Dodo Dokou est international béninois en équipes de jeunes, ayant notamment joué avec les moins de 20 ans : parmi les joueurs les plus en vue du tournoi de l’UFOA et artisan de la qualification pour le championnat continental.
Il prend ensuite part à la CAN des moins de 20 ans, où il s'illustre en phase de groupe, alors que le Bénin atteint les quarts de finale de la compétition.
Il est également international avec les moins de 23 ans béninois, dont il porte le brassard de capitaine,,.
Appelé pour la première fois en sélection senior en mars 2023, il fait ses débuts le 22 mars 2023, entrant en jeu lors du match du Groupe L des éliminatoires de la CAN 2023 contre le Rwanda, s'attirant notamment les louanges de son coéquipier Jordan Adéoti.

## Style de jeu
Capable d’évoluer comme milieu relayeur ou défensif, Dodo Dokou est évoqué comme un joueur qui se distingue par son volume de jeu, sa technique et la justesse de ses prises de décision sur le terrain,.

## Palmarès
| Bénin -20 ans - Tournoi de l'UFOA - Finaliste en 2022 |